# Les Hors-la-loi (film, 1960)
Pour plus de détails, voir Fiche technique et Distribution.
Les Hors-la-loi (titre original : One Foot in Hell) est un film américain de James B. Clark sorti en 1960.

## Synopsis
En 1860, le couple Garrett, réfugiés sudistes ruinés par la guerre de Secession, arrive de nuit dans une voiture bachée à Blue Springs, en Arizona. L'épouse de Mitch Garrett est sur le point d'accoucher, et souffre terriblement. Mitch réveille l'hôtelier de la ville, qui exige qu'il paye la chambre d'avance avec ses derniers deux dollars et refuse d'aller chercher un docteur. Mitch trouve le docteur Seltzer, qui rédige l'ordonnance d'un remède à préparer. Le patron du drugstore Sam Giller confectionne le remède, mais exige son paiement, un dollar 85 pour délivrer le flacon. N'ayant plus d'argent et se voyant refuser tout crédit même  en garantie de sa carriole et de ses mules, Mitch désespéré sort son arme et s'empare du flacon. Sam Giller alerte le shérif Olson, qui intercepte Mitch dans la rue avant son retour à l'hôtel et l'emprisonne. Lorsqu'enfin, le shérif et Sam Giller accompagnent Mitch à l'hôtel pour vérifier ses explications, sa femme est morte. 
Seul le docteur Seltzer lui témoigne de la compassion sur la tombe de son épouse, et l'incite à rester en ville, vantant les qualités de cœur des habitants et les possibilités de travail : employé à la banque ou shérif adjoint. Lorsqu'il assiste à un important dépôt de fonds à la banque, Mitch accepte le poste de shérif adjoint, qui lui permettra de s'installer à Blue Springs et de préparer sa vengeance ...

## Fiche technique
- Titre original : One Foot in Hell
- Réalisation : James B. Clark
- Scénario : Aaron Spelling et Sydney Boehm
- Directeur de la photographie : William C. Mellor
- Montage : Eda Warren
- Musique : Dominic Frontiere
- Costumes : Bill Thomas
- Production : Sydney Boehm
- Genre : Western
- Pays :  États-Unis
- Durée : 90 minutes
- Date de sortie :
  -  États-Unis : 19 octobre 1960 (New York)
  -  France : 24 mars 1961
- Affiche : Georges Kerfyser (France)

## Distribution
- Alan Ladd (VF : Raymond Loyer) : Mitch Garrett
- Don Murray (VF : Marc Cassot) : Dan Keats
- Dan O'Herlihy (VF : Jean-Claude Michel) : Sir Harry Ivers
- Dolores Michaels (VF : Claire Guibert) : Julie Reynolds
- Barry Coe (VF : Michel François) : Stu Christian
- Larry Gates (VF : Henri Crémieux) : Doc Seltzer
- Karl Swenson (VF : Serge Nadaud) : Shérif Ole Olson
- John Alexander (VF : Pierre Morin) : Sam Giller, patron du drugstore
- Rachel Stephens (VF : Sophie Leclair) : Ellie Garrett
- Stanley Adams (VF : Marcel Painvin) : Pete
- Robert Adler (VF : Maurice Pierrat) : Sim, le propriétaire des six chevaux volés
- Ann Morriss (VF : Paule Emanuele) : Nellie
- Henry Norell (VF : Jean Berton) : George Caldwell, le propriétaire de la chambre 8
- Charles Wagenheim : le banquier

## DVD (France)
Le film a fait l'objet d'une sortie sur le support DVD en France :
- Les Hors-la-loi (Edition spéciale) (DVD-9 Keep Case) sorti le 3 septembre 2011 édité par Sidonis Calysta et distribué par Seven7. Le ratio écran est en 2.35:1 panoramique 16:9. L'audio est en Français et Anglais 2.0 avec présence de sous-titres français. En supplément des présentations de Bertrand Tavernier et Patrick Brion. Il s'agit d'une édition Zone 2 pal[1].